# Gmina Pirg
Gmina Pirg (alb. Komuna Pirg) – gmina położona we wschodniej części Albanii. Administracyjnie należy do okręgu Korcza w obwodzie Korcza. W 2011 roku populacja gminy wynosiła 7652 osób, 3699 kobiety oraz 3953 mężczyzn, z czego Albańczycy stanowili 93,05% mieszkańców, Arumuni 0,87%.
W skład gminy wchodzi jedenaście miejscowości: Bubu, Gurishti, Kakaci, Novosela, Pirgu, Qershiza, Sovjani, Shqitasi, Veliterna, Zvirina.